# Bolesław Suszka
Bolesław Suszka (ur. 1 sierpnia 1925 w Chorzowie, zm. 31 stycznia 2020 w Kórniku) – polski dendrolog, specjalizujący się w fizjologii nasion roślin drzewiastych, profesor nauk przyrodniczych, działacz katolicki.

## Życiorys

### Działalność naukowa
Studiował na Wydziale Rolno-Leśnego Uniwersytetu Jagiellońskiego o specjalizacji sadowniczo-ogrodniczej (absolwent z 1951). Od 1951 do 1995 pracował w Zakładzie Dendrologii i Polmologii w Kórniku (od 1952 w strukturze Polskiej Akademii Nauk, od 1962 działającym pod nazwą Zakład Dendrologii i Arboretum Kórnickie PAN, w 1975 przekształconym w Instytut Dendrologii PAN. W 1962 obronił pracę doktorską w Szkole Głównej Gospodarstwa Wiejskiego w Warszawie, habilitował się w 1967, w 1981 mianowany profesorem nadzwyczajnym, w 1989 otrzymał tytuł profesora zwyczajnego. W latach 1968–1985 kierował Pracownią Biologii Nasion, w latach 1985-1995 Zakładem Biologii Nasion. Przeszedł na emeryturę w 1995, ale w kolejnych latach pozostawał członkiem Rady Naukowej Instytutu. Równocześnie w latach 1984-2002 wykładał w Katedrze Nasiennictwa i Szkółkarstwa Ogrodniczego Akademii Rolniczej w Poznaniu. W latach 1981–1989 był członkiem Komitetu Filologii, Genetyki i Hodowli Roślin PAN.
W swoich pracach zajmował się nasiennictwem drzew i krzewów, zajmował się metodami przechowywania nasion drzew leśnych. Był twórcą koncepcji i założeń techniczno-programowych powstałego w 1995 Leśnego Banków Genów w Kostrzycy, którego celem jest gromadzenie oraz długotrwałe przechowywanie zasobów genowych drzew z najcenniejszych obiektów nasiennych Lasów Państwowych oraz licznych gatunków roślin zagrożonych wyginięciem. Współautor napisanej wspólnie z Claudine Muller i Markiem Bonnet-Masimbertem książki Nasiona leśnych drzew liściastych od zbioru do siewu (wyd. 1994), jednej z najważniejszych monografii nowoczesnego nasiennictwa leśnego, tłumaczonej na szereg języków. W książce tej zawarto praktyczne, najczęściej wcześniej nieznane, sposoby postępowania z nasionami drzew liściastych od ich zebrania, poprzez przechowywanie i przysposobienie do siewu. W gronie naukowców i praktyków, tak w Polsce jak i za granicą, był cenionym Mistrzem, o wielkim dorobku naukowym i praktycznym w zakresie biologii nasion roślin drzewiastych. 

### Działalność społeczna
Jako student uczestniczył w spotkaniach z ks. Karolem Wojtyłą. Był jednym z twórców duszpasterstwa rodzin w Poznaniu, zajmował się przygotowaniem do życia w rodzinie, od 1970 był wykładowcą Studium Rodziny przy Papieskim Wydziale Teologicznym w Poznaniu, następnie przy Wydziale Teologicznym Uniwersytetu im. Adama Mickiewicza w Poznaniu. W latach 1981–1984 był członkiem Prymasowskiej Rady Społecznej I kadencji, jest członkiem Rady Duszpasterstwa Rodzin Archidiecezji Poznańskiej. Do jego wychowanków należą Jadwiga i Jacek Pulikowscy.
Jest autorem kilku książek napisanych wspólnie z o. Karolem Meissnerem: "A tak już nie są dwoje, lecz jedno ciało". Katecheza przedmałżeńska w pytaniach i odpowiedziach (wyd. Księgarnia Św. Wojciecha, Poznań 1988, – wydania kolejne pod tytułem Nas dwoje i...Rozmowy z narzeczonymi i młodymi małżeństwami), O Małżeństwie (wyd. Oficyna Współczesna, Poznań 2001, ISBN 83-88787-00-4), Twoja przyszłość. Rozmowy z chłopakiem o życiu, rodzinie, małżeństwie, płciowości, miłości (wyd. W drodze, Poznań 1991), Twoje życie. Rozmowy z dziewczyną o życiu, rodzinie, małżeństwie, płciowości, miłości (wyd. Hlondianum, Poznań 1991).
Jako miłośnik historii od 2008 do końca życia współpracował z redakcją Śremskiego Notatnika Historycznego, w którym ukazywały się jego tłumaczenia i artykuły. Jest współautorem z Krzysztofem Budzyniem kilku artykułów dotyczących pruskich statystyk miast z powiatu śremskiego. 

## Życie prywatne
W 1951 ożenił się z Janiną Firganek (ur. 1927, córka profesora gimnazjalnego Kazimierza Firganka i Zofii z domu Kopyta) studiującą wraz z nim na tej samej specjalizacji na UJ. Ojciec czwórki dzieci.

## Odznaczenia
- Złoty Krzyż Zasługi (1974)
- Krzyż Kawalerski Orderu Odrodzenia Polski (1989)